# Wahrhold Drascher
Wahrhold Drascher (* 3. März 1892 in Mannheim; † 7. Juli 1968) war ein deutscher Historiker und Hochschullehrer.

## Leben
Drascher wurde nach seiner Promotion zum Dr. phil. 1918 in Gießen 1920 Geschäftsführer der Deutschen Handelskammer in Valparaíso. 1925 wurde er am Deutschen Auslands-Institut in Stuttgart Archivleiter und Überseereferent. Ab 1929 lehrte er als Dozent für Wirtschaftskunde des Auslands an der Universität Tübingen, wo er sich 1935 habilitierte und 1939 zum Professor für Weltpolitische Auslandskunde und Kolonialwissenschaften berufen wurde. 1937 trat er der NSDAP bei.

## Schriften (Auswahl)
- Das Vordringen der Vereinigten Staaten im Westindischen Mittelmeergebiet. Eine Studie über die Entwicklung und die Methoden des Amerikanischen Imperialismus. Friederichsen, Hamburg 1918; Reprint De Gruyter, Berlin/Boston 2020, ISBN 978-3-11-117135-7.
- Geopolitische und geoökonomische Chronik. I. Teil: Die weltpolitischen und weltwirtschaftlichen Geschehnisse der Nachkriegszeit und ihre Auswirkungen. Fleischhauer & Spohn, Stuttgart 1926.
- Auslanddeutsche Charakterbilder. Strecker & Schröder, Stuttgart 1929.
- Die Vorherrschaft der weißen Rasse. Die Ausbreitung des abendländischen Lebensbereiches auf die überseeischen Erdteile. Deutsche Verlagsanstalt, Stuttgart/Berlin 1936.
- Schuld der Weißen? Die Spätzeit des Kolonialismus. Schlichtenmayer, Tübingen 1960.
- Die Perioden der Kolonialgeschichte. Musterschmidt, Göttingen 1961.